# Archidendron conspicuum
Archidendron conspicuum är en ärtväxtart som först beskrevs av William Grant Craib, och fick sitt nu gällande namn av Ivan Christian Nielsen. Archidendron conspicuum ingår i släktet Archidendron och familjen ärtväxter. Inga underarter finns listade i Catalogue of Life.